# Sila Grande
Sila Grande este o arie protejată (arie de protecție specială avifaunistică — SPA) din Italia întinsă pe o suprafață de 31.032 ha, integral pe uscat.

## Localizare
Centrul sitului Sila Grande este situat la coordonatele 39°22′30″N 16°33′33″E / 39.374903°N 16.559241°E.

## Înființare
Situl Sila Grande a fost declarat arie de protecție specială avifaunistică în mai 2005 pentru a proteja 24 de specii de animale.

## Biodiversitate
Situată în ecoregiunea mediteraneană, aria protejată conține 14 habitate naturale: Păduri de fag din Apenini cu Taxus și Ilex, Mlaștini turboase de tranziție și turbării mișcătoare, Galerii de Salix alba și de Populus alba, Păduri de pin (sub-) mediteraneene cu pini negri endemici, Păduri de fag din Apenini cu Abies alba și păduri de fag cu Abies nebrodensis, Tufărișuri termo-mediteraneene și de pre-deșert, Pajiști cu Molinia pe soluri calcaroase, turboase sau argilos-nămoloase (Molinion caeruleae), Cursuri de apă de la nivel de câmpie la nivel montan, cu vegetație Ranunculion fluitantis și Callitricho-Batrachion, Păduri aluvionare cu Alnus glutinosa și Fraxinus excelsior (Alno-Padion, Alnion incanae, Salicion albae), Lande oro-mediteraneene cu formațiuni endemice de grozamă, Ape stătătoare oligotrofe până la mezotrofe, cu vegetație de Littorelletea uniflorae și/sau de Isoëto-Nanojuncetea, Formațiuni ierboase bogate în specii de Nardus, dezvoltate pe substraturi silicioase în zone montane (și în zone submontane, în Europa continentală), Liziere de ierburi înalte hidrofile de câmpie și de nivel montan până la alpin, Fânețe de joasă altitudine (Alopecurus pratensis, Sanguisorba officinalis).
La baza desemnării sitului se află mai multe specii protejate:
- păsări (10): ciocârlie-de-câmp (Alauda arvensis), fâsă-de-câmp (Anthus campestris), prepeliță (Coturnix coturnix), presură de munte (Emberiza cia), vânturel de seară (Falco vespertinus), rândunică (Hirundo rustica), capîntortură (Jynx torquilla), muscar sur (Muscicapa striata), codroșul de pădure (Phoenicurus phoenicurus), mărăcinar negru (Saxicola torquatus)
- amfibieni (3): Bombina pachypus, Salamandrina terdigitata, Triturus carnifex
- mamifere (9): liliac cârn (Barbastella barbastellus), lupul (Canis lupus), vidră de râu (Lutra lutra), liliac cu aripi lungi (Miniopterus schreibersii), liliac cu urechi mari (Myotis bechsteinii), liliac cărămiziu (Myotis emarginatus), liliac comun (Myotis myotis), liliacul mare cu potcoavă (Rhinolophus ferrumequinum), liliacul mic cu potcoavă (Rhinolophus hipposideros)
- pești (1): Rutilus rubilio
- reptile (1): șarpele cu patru dungi (Elaphe quatuorlineata)

Pe lângă speciile protejate, pe teritoriul sitului au mai fost identificate 3 specii de plante, 1 specie de amfibieni, 14 specii de mamifere, 1 specie de reptile.